# Twinless
Twinless ist ein US-amerikanischer Spielfilm von James Sweeney aus dem Jahr 2025. Die Weltpremiere der Komödie fand im Rahmen des Sundance Film Festivals 2025 statt.

## Handlung
Zwei junge Männer lernen sich in einer Selbsthilfegruppe kennen, die auf die Trauerarbeit beim Verlust eines Zwillings spezialisiert ist. Zwischen beiden entwickelt sich daraufhin eine unerwartete „Bromance“.

## Veröffentlichung und Rezeption
Twinless wurde am 23. Januar 2025 beim 41. Sundance Film Festival uraufgeführt. Dort war das Werk in den Hauptwettbewerb für US-amerikanische Spielfilme (englisch: „U.S. Dramatic Competition“) eingeladen worden.
Von den auf der Website Rotten Tomatoes aufgeführten über zwei Dutzend Kritiken empfahlen alle die Filmkomödie weiter bei einer durchschnittlichen Bewertung mit 8,1 von 10 möglichen Punkten. Ein ähnliches Bild hinsichtlich der Bewertung ergibt sich auf der Website Metacritic. Dort erhielt Sweeneys Regiearbeit 82 von 100 möglichen Punkten, basierend auf fast einem Dutzend ausgewerteten englischsprachigen Kritiken. Dies entspricht hinsichtlich ausgewerteter Rezensionen allgemeine Anerkennung („Universal Acclaim“).

## Auszeichnungen
Twinless erhielt beim Sundance Film Festival 2025 eine Einladung in den Wettbewerb um den Hauptpreis für den besten US-amerikanischen Spielfilm. Für seine Doppelrolle als Zwillingspaar erhielt Dylan O’Brien einen Spezialpreis der Jury zuerkannt. Darüber hinaus wurde der Film mit dem Publikumspreis geehrt.